# Louis Pujol
Pour les articles homonymes, voir Pujol.
Louis Pujol, né le 16 août 1790 à Paris (paroisse Saint-Eustache) et mort le 26 septembre 1855 à Toulon, est un officier de marine et administrateur colonial français.

## Biographie
Fils de Pierre Pujol, bourgeois de Paris, tailleur de la Reine, et de Jeanne Henriette Vanzut, beau-frère du général-baron Jean Rabusson et du peintre Horace Vernet, Louis Pujol s'enrôle dans la Marine d'état comme novice en décembre 1805 et est nommé aspirant de marine en 1807. Embarqué sur le brick L'Abeille comme second du capitaine Mackau, il se distingue lors du combat naval au cours duquel son navire s'empare du brick anglais L'Alacrity le 26 mai 1811 (victoire qui lui vaut d'être promu enseigne de vaisseau), puis se signale à nouveau dans la défense du port de Livourne attaqué par la marine anglaise en décembre 1812.
Passé à bord du brick Le Zéphir, l'enseigne Pujol fait partie de la flottille chargée de rapatrier les prisonniers français détenus sur l'île de Cabrera. Les deux lettres qu'il adressa à ses sœurs en mai 1814 pour relater la découverte des conditions de détention horribles des captifs et évoquer l'état dramatique des survivants apportent un témoignage bref mais essentiel, par leur caractère à la fois unique et poignant, sur cet épisode de l'histoire napoléonienne.
Louis Pujol passe lieutenant de vaisseau en 1819, puis capitaine de frégate en 1828. Nommé gouverneur du Sénégal le 10 février 1834, il prend son poste à Saint-Louis le 11 mai suivant. Il y succède au capitaine de frégate Quernel, gouverneur par intérim. Dès son arrivée, il poursuit le conflit engagé contre les Trarzas pour le contrôle de la traite de la gomme arabique. Les Français imposent un blocus au fort mauritanien de Portendick et battent les Maures trarzas le 17 juillet 1835. L'émir du Trarza y riposte par des incursions armées sur les villages wolofs du Bas-Sénégal. Finalement, le conflit s'achève par un traité de paix et d'amitié signé le 30 août 1835 à Saint-Louis-du-Sénégal. Le lieutenant de vaisseau Malavois succède à Pujol comme gouverneur du Sénégal le 1er juillet 1836.
Promu capitaine de vaisseau de 2e classe en 1837 puis capitaine de vaisseau de 1re classe en 1842, Pujol est nommé gouverneur des établissements français de l'Inde le 11 février 1844, et entre en fonctions le 16 novembre suivant, prenant ainsi la suite de Paul de Nourquer du Camper. Il transmet à son tour ses pouvoirs à son successeur Hyacinthe Marie de Lalande de Calan le 5 janvier 1849, et prend sa retraite en 1850.
Le capitaine de vaisseau Pujol était commandeur de la Légion d'honneur, chevalier de Saint-Louis et chevalier de l'Ordre du Saint-Sépulcre.

## Témoignage de l'enseigne Pujol sur les prisonniers français de Cabrera[4]
- Première lettre :

« A bord du Zéphir, le 28 mai 1814. En rade de Majorque.
... Nous étions destinés, dans le principe, pour l'île d'Elbe; mais notre mission ayant été changée, on nous envoie prendre à Cabrera, petite île dans le sud-ouest de Majorque, quatre mille prisonniers français qui y sont détenus, depuis plusieurs années, par le gouvernement espagnol. Nous devons les transporter à Marseille, et de là faire un autre voyage pour le même objet, notre petite division composée d'une frégate, de deux flûtes et un brick ne pouvant effectuer ce transport d'une seule fois.
C'est hier matin, 27 mai, que nous avons mouillé sur la rade de Majorque. Partis le 23, nous avons été continuellement contrariés, et nous venons de traverser le canal qui sépare Minorque de Majorque : enfin nous touchions au but, lorsque le mauvais temps nous a forcés de passer devant Cabrera sans pouvoir nous y arrêter et de venir ici, ce dont je ne suis pas du tout fâché. Nous avons vu quelques vaisseaux anglais pendant notre traversée ; mais le pavillon blanc, qui a remplacé le tricolore, ne leur fait pas ombrage, et nous allons, je crois, désormais parcourir du pays assez tranquillement... »
- Seconde lettre :

« Ile de Cabrera, le 29 mai.
Nous sommes partis ce matin de Palma, et avons mouillé dans cette rade à six heures du soir...
Non, il est impossible de trouver un tableau aussi horrible et curieux, en même temps, que celui qui s'est présenté à mes yeux dans cette île : figurez-vous un rocher totalement nu, pas un arbre, pas une case, un climat brûlant pendant l'été ; l'hiver, assez souvent, un vent de nord piquant. Ajoutons à tout cela l'isolement absolu de tout mortel, si ce n'est quelques masures et quelques pêcheurs qui visitaient cet antre affreux pour éviter la tempête : voilà le lieu choisi par les féroces Espagnols pour détenir neuf mille prisonniers français. Aujourd'hui, trois mille seulement subsistent, les autres ont succombé à la faim, la soif (il n'y a qu'une seule source qui coule goutte à goutte dans cette île), l'ardeur du soleil et le froid.
L'industrie de ces malheureux a fait un petit camp de ronces et d'épines pour se mettre à l'abri des injures de l'air. D'autres se retirent dans des grottes ; une grande partie, depuis plusieurs années, sont totalement nus, d'autres n'ont que la chemise ou un mauvais pantalon. Les Espagnols leur font passer, de l'île de Majorque, juste de quoi soutenir leur misérable existence : mais on a vu le mauvais temps retenir quelquefois jusqu'à huit jours le bateau qui leur portait des vivres ; il fallait mourir ou avoir la force de supporter une nourriture composée de racines.
C'est à une de ces époques qu'un Polonais prisonnier tua son camarade et mangea son foie. Rien de ce qu'ont imaginé les romanciers n'approche de l'affreuse réalité que j'ai, ici, sous les yeux. Comme nous sommes arrivés assez tard, je n'ai pu descendre que vers la nuit ; ces infortunés, qui nous avaient reçus les larmes aux yeux, et en faisant retenir l’air des cris: « Vivent, vivent les Français ! » avaient illuminé tous les rochers de nombreux feux de joie. Après avoir visité les huttes et les petits ateliers qu'avec du temps et de l'industrie ils avaient su se créer, plusieurs nous entraînèrent pour nous faire voir ce qu'ils nous assuraient infiniment au-dessus de ce que l'imagination pouvait enfanter de déplorable.
En effet, figurez-vous, chères sœurs, une grotte dont l'entrée est de trois pieds environ de diamètre, assez profonde, située à mi-côte d'un gros rocher, une lampe sépulcrale au milieu ; dans l'enfoncement, quatre-vingts hommes environ, nus comme la main, couleur de suie, n'ayant plus que les os et la peau, et, pour se reposer, un lit de pierre. Voilà la demeure des galeux et de ceux qui sont privés de tout vêtement. Quand nous sommes entrés, nous étions prêts à nous trouver mal d'horreur. Il fallait voir ces ombres nous regarder d'un air sombre et nous faisant remarquer qu'ils n'avaient pas même d'herbe pour se coucher : mais aussitôt que nous leur eûmes annoncé leur prochain départ pour la France, les larmes, les cris de joie succédèrent bientôt à cet état de stupidité. Il y en a une grande partie, à ce que l’on pense, qui ne pourra supporter la traversée, et pour lesquels le moment de la délivrance sera, sans doute, le dernier... »

### Sources et bibliographie
- Dossier de Légion d'honneur du capitaine de vaisseau Pujol.
- Christian Schefer, Instructions générales données de 1763 à 1870 aux gouverneurs et ordonnateurs des établissements français en Afrique Occidentale. Tome II : 1831-1870, Société française d'histoire des outre-mers, 1927, 700 p.
- Oruno D. Lara, Suffrage universel et colonisation, 1848-1852, L'Harmattan, 2007, p. 171.